# Наративна психологія
Наративна психологія — це напрям у психології, що стосується «історійної природи людської поведінки», тобто того, як люди справляються зі своїм досвідом, розповідаючи свої історії та слухаючи історії інших. Виходячи з припущення, що людська діяльність і досвід наповнені «сенсом» і історіями, а не чіткими формулюваннями, наративна психологія вивчає те, як люди будують історії, коли мають справу з досвідом.

## Визначення
Як специфічний прийом вживається слово наратив. Це метод осмисленого формулювання життєвого досвіду. Наративна психологія не є єдиною або чітко визначеною теорією. Це стосується ряду підходів до історій людського життя та мислення. У наративній психології історія життя людини стає формою ідентичності, оскільки те, як вона вирішує розмірковувати, інтегрувати та розповідати факти та події свого життя, не лише відображає, але й формує її. Це соціальний конструктивістський підхід, який вивчає наслідки цих історій для окремих осіб і суспільства.

## Історія
Термін наративна психологія був введений Теодором Р. Сарбіном у його книзі 1986 року «Психологія розповіді: сюжетна природа людської поведінки», в якій він стверджував, що людську поведінку найкраще пояснити за допомогою історій і що це пояснення має здійснюватися за допомогою якісних досліджень. Сарбін стверджував, що «розповідь» є кореневою метафорою для психології, яка повинна замінити механістичні та органічні метафори, які сформували так багато теорії та досліджень у цій дисципліні протягом останнього століття.
Джером Брунер досліджував «наративний тип пізнання» більш емпіричним шляхом у своїй книзі «Дійсні розуми, можливі світи» 1986 року. Він розрізняє «парадигматичні» та «наративні» форми мислення, припускаючи, що обидві вони фундаментальні, але не зводяться одна до одної. Філософ Поль Рікер стверджував, що оскільки ми живемо в мінливому світі, створення наративів допомагає навести порядок у мінливому потоці.
Ден П. МакАдамсом розширив наративний підхід, який висунув життєву модель ідентичності для опису трьох рівнів особистості, що призвело до дослідження того, як розповідаються важливі життєві зміни та як «я і культура поєднуються» в розповіді".
Наративні психологічні підходи стали впливовими в дослідженні особистості та ідентичності, оскільки аналіз життєвих історій може досліджувати «єдність і когерентність» особистості. Зовсім недавно наративна психологія намагалася використовувати кількісні дослідження для вивчення комунікації та ідентичності, вивчаючи наративи для отримання емпіричних даних про соціальне пізнання та адаптацію людини.

## Практика
Наративні психологи використовують інтерв'ю, щоб надати людині можливість детально розповісти про своє життя чи конкретні події. Елліот Мішлер критикував стандартне використання та аналіз інтерв'ю. Якісні дослідники часто порушують сюжетну природу інтерв'ю та ігнорують наративну структуру транскрибованих інтерв'ю.
Дослідники наративу надають респондентам більше можливостей надати більш розширений наративний опис конкретного досвіду. Потім ці розповідні інтерв'ю можна транскрибувати та аналізувати, щоб дослідити як їхню структуру, так і зміст із посиланням на безпосередній і ширший соціальний контекст.

## Приклади
Згідно з дослідженням Брауна і Тейлора (1997), колишні поневолені афроамериканці зробили внесок у наративну психологію, беручи участь у Федеральному проєкті письменників, який проводився з 1937 по 1938 рік. Майже три сотні польових працівників взяли участь у процесі опитування 2000 колишніх рабів у сімнадцяти штатах, щоб побудувати розповіді колишніх рабів про своє рабське життя та період після громадянської війни. Одним з інтерв'юерів була фольклористка Рубі Пікенс Тартт, яка працювала переважно в сільській місцевості округу Самтер в Алабамі. Вона точно записувала те, що говорили раби у своїх інтерв'ю, і продовжувала писати народні казки на основі їхніх розповідей.

## Майбутнє
Т. Л. Брінк і Вікторія Каралун (2022) стверджують, що сучасні психологічні школи зближуються до наративів як центрального елемента психології 21 століття, посередництва між такими конструктами, як настрої, ставлення, риси особистості та ролі. .